# Cena alle nove
Cena alle nove è un film del 1991 diretto da Paolo Breccia.

## Trama
Varie storie in una Roma serale: una tossicomane violentata alla stazione Termini da uno spacciatore di droga. Marito e moglie incapaci di parlarsi che trascorrono il tempo davanti al televisore. Degli amici si ritrovano a cena per la festa di laurea. Una prostituta e un transessuale si preparano per nuovi incontri.